# Consenvoye
Consenvoye is een gemeente in het Franse departement Meuse (regio Grand Est) en telt 286 inwoners (1999).
De plaats maakt deel uit van het kanton Clermont-en-Argonne in het arrondissement Verdun. Tot 1 januari 2015 was het deel van het kanton Montfaucon-d'Argonne, dat op die dag werd opgeheven.
In de gemeente ligt het Cimetière allemand de Consenvoye, een begraafplaats met 11.146 graven van Duitse en Oostenrijkse militairen gesneuveld tijdens de Slag om Verdun (1916). Het is de grootste Duitse militaire begraafplaats van het departement Meuse.

## Geografie
De oppervlakte van Consenvoye bedraagt 15,6 km², de bevolkingsdichtheid is 18,3 inwoners per km². De gemeente ligt op de rechteroever van de Maas.
De onderstaande kaart toont de ligging van Consenvoye met de belangrijkste infrastructuur en aangrenzende gemeenten.

## Demografie
Onderstaande figuur toont het verloop van het inwonertal (bron: INSEE-tellingen).